# 김중로
김중로(金中魯, 1950년 10월 27일 ~ )는 예비역 대한민국 육군 준장 출신의 정치인이다.

## 학력
- 마룡국민학교 졸업
- 임피중학교 졸업
- 이리고등학교 졸업
- 육군사관학교 30기 학사(1974년)
- 육군보병학교 졸업(1977년)
- 서울대학교 사범대학 교육학과 학사(1982년)
- 육군기계화학교 졸업(1983년)
- 연세대학교 행정대학원 행정학 석사(1986년)
- 국방대학원 안보과정 행정학 석사(1989년)

## 경력
- 대한민국 육군 제70사단 참모장
- 대한민국 육군 제70사단 부사단장
- 동국대학교 경영대학원 겸임교수
- 2016.01 ~ 2016.02 국민의당 창당발기인
- 2016.05 ~ 2020.03 제20대 국회의원 (비례대표, 국민의당→바른미래당→민생당, 초선)
  - 2016.06 ~ 2018.05 제20대 국회 전반기 국방위원회 간사
  - 2017.12 ~ 2018.05 제20대 국회 청년미래특별위원회 위원
  - 2018.07 ~ 2020.03 제20대 국회 후반기 국방위원회 위원
- 2016.05 ~ 2018.02 국민의당 제2정책조정위원장
- 2016.12 국민의당 중앙위원회 의장
- 2017.04 ~ 2017.05 제19대 대통령 선거 국민의당 안철수 대통령 후보 중앙선거대책위원회 중앙특보단 수석부단장
- 2017.05 ~ 2017.08 국민의당 비상대책위원
- 2017.12 ~ 2018.02 국민의당 최고위원 (지명직)
- 2018.01 ~ 2018.02 국민의당 세종특별자치시당 위원장
- 2018.01 ~ 2018.02 바른미래당 인재영입위원
- 2018.02 ~ 2018.06 바른미래당 최고위원
- 2018.02 ~ 2018.12 바른미래당 세종특별자치시당 공동위원장
- 2018.12 ~ 2020.02 바른미래당 세종특별자치시당 세종특별자치시 지역위원회 위원장
- 2020.03 ~ 2020.04 대한민국 제21대 국회의원 선거 세종특별자치시 갑 미래통합당 국회의원 후보
- 2020.06 ~ 2020.09: 미래통합당 세종특별자치시당 세종특별자치시 갑 당원협의회 위원장
- 2020.09 ~ 2022.09: 국민의힘 세종특별자치시당 세종특별자치시 갑 당원협의회 위원장
- 2021.08 ~ 2021.11: 국민의힘 윤석열 제20대 대통령 선거 예비후보 국민캠프 조직본부 국방특보
- 2022.04 ~ 2022.07: 국민의힘 세종특별자치시당 위원장

## 역대 선거 결과
|  | 26.74% |

|  | 32.79% |

## 소속 정당
| 소속 정당 | 소속 정당      | 소속 기간 | 비고           |
| --------- | -------------- | --------- | -------------- |
|           | 무소속         | 2012~2014 | 정계 입문      |
|           | 새정치연합     | 2014      | 창당준비위원회 |
|           | 새정치민주연합 | 2014~2015 | 창당           |
|           | 무소속         | 2015~2016 | 탈당           |
|           | 국민의당       | 2016~2018 | 창당           |
|           | 바른미래당     | 2018~2020 | 합당           |
|           | 민생당         | 2020      | 합당           |
|           | 무소속         | 2020      | 탈당           |
|           | 미래통합당     | 2020      | 입당           |
|           | 국민의힘       | 2020~현재 | 당명 변경      |

## 같이 보기
- 대한민국 제20대 국회의원 선거 국민의당 후보 목록#비례대표